# Seznam konzulatov Republike Slovenije
Seznam konzulatov Republike Slovenije.

## Trenutni
Generalni konzulati
- Generalni konzulat Republike Slovenije v Celovcu
- Generalni konzulat Republike Slovenije v Clevelandu
- Generalni konzulat Republike Slovenije v Münchnu
- Generalni konzulat Republike Slovenije v New Yorku
- Generalni konzulat Republike Slovenije v Sydneyju
- Generalni konzulat Republike Slovenije v Szentgotthárdu
- Generalni konzulat Republike Slovenije v Tirani
- Generalni konzulat Republike Slovenije v Torontu
- Generalni konzulat Republike Slovenije v Trstu

Konzulati
- Konzulat Republike Slovenije v Amanu
- Konzulat Republike Slovenije v Atenah
- Konzulat Republike Slovenije v Atlanti
- Konzulat Republike Slovenije v Bakuju
- Konzulat Republike Slovenije v Bangkoku
- Konzulat Republike Slovenije v Barceloni
- Konzulat Republike Slovenije v Bejrutu
- Konzulat Republike Slovenije v Biškeku
- Konzulat Republike Slovenije v Bitoli
- Konzulat Republike Slovenije v Buenos Airesu
- Konzulat Republike Slovenije v Caltanissetti
- Konzulat Republike Slovenije v Caniçu
- Konzulat Republike Slovenije v Cerexhe-Heuseuxu
- Konzulat Republike Slovenije v Gradcu
- Konzulat Republike Slovenije v Haifi
- Konzulat Republike Slovenije v Hamburgu
- Konzulat Republike Slovenije v Helsingborgu
- Konzulat Republike Slovenije v Hesperangu
- Konzulat Republike Slovenije v Hong Kongu
- Konzulat Republike Slovenije v Honolulu
- Konzulat Republike Slovenije v Houstonu
- Konzulat Republike Slovenije v Innsbrucku (do 2024)
- Konzulat Republike Slovenije v Istanbulu
- Konzulat Republike Slovenije v Izmiru
- Konzulat Republike Slovenije v Jerevanu
- Konzulat Republike Slovenije v Knoxvillu
- Konzulat Republike Slovenije v Kuala Lumpurju
- Konzulat Republike Slovenije v Limassolu
- Konzulat Republike Slovenije v Linzu
- Konzulat Republike Slovenije v Manili
- Konzulat Republike Slovenije v Mendozi
- Konzulat Republike Slovenije v Minas Geraisu
- Konzulat Republike Slovenije v Minneapolisu
- Konzulat Republike Slovenije v Mission Hillsu
- Konzulat Republike Slovenije v Monaku
- Konzulat Republike Slovenije v Mysłowicah
- Konzulat Republike Slovenije v Nangomi
- Konzulat Republike Slovenije v New Brunswicku
- Konzulat Republike Slovenije v Palm Beachu
- Konzulat Republike Slovenije v Portu
- Konzulat Republike Slovenije v Potsdamu
- Konzulat Republike Slovenije v Pueblu
- Konzulat Republike Slovenije v Reykjavíku
- Konzulat Republike Slovenije v Risskovu
- Konzulat Republike Slovenije v Riu Negru
- Konzulat Republike Slovenije v Salzburgu
- Konzulat Republike Slovenije v Samari
- Konzulat Republike Slovenije v San Franciscu
- Konzulat Republike Slovenije v Sankt Peterburgu
- Konzulat Republike Slovenije v Santiagu de Chile
- Konzulat Republike Slovenije v Sao Paulu
- Konzulat Republike Slovenije v Seulu
- Konzulat Republike Slovenije v Singapuru
- Konzulat Republike Slovenije v Splitu
- Konzulat Republike Slovenije v St. Etienneju
- Konzulat Republike Slovenije na Škotskem
- Konzulat Republike Slovenije v Taškentu
- Konzulat Republike Slovenije v Tirani
- Konzulat Republike Slovenije v Toruńu
- Konzulat Republike Slovenije v Valletti
- Konzulat Republike Slovenije v Vancouvru
- Konzulat Republike Slovenije v Zürichu

## Bivši
- Generalni konzulat Republike Slovenije v Podgorici (povzdignjen v Veleposlaništvo Republike Slovenije v Črni gori)